# Стариконь (герб)

Герб Стариконь.

Старико́нь (пол. Starykoń) — шляхетський герб. У червоному щиті срібний кінь, що біжить праворуч, із піднятим хвостом, золотими копитами і чорною підпругою, що перепоясує кінський живіт. У клейноді — сокира, направлена лезом у шолом, подібно до клейноду гербу Топор. Намет червоний, підбитий сріблом. Також — Старий Кінь (пол. Stary Koń, лат. Antiquus Caballus).

## Роди
- Вельопольські